# دارکوب‌ماهی‌خورک‌مرغان

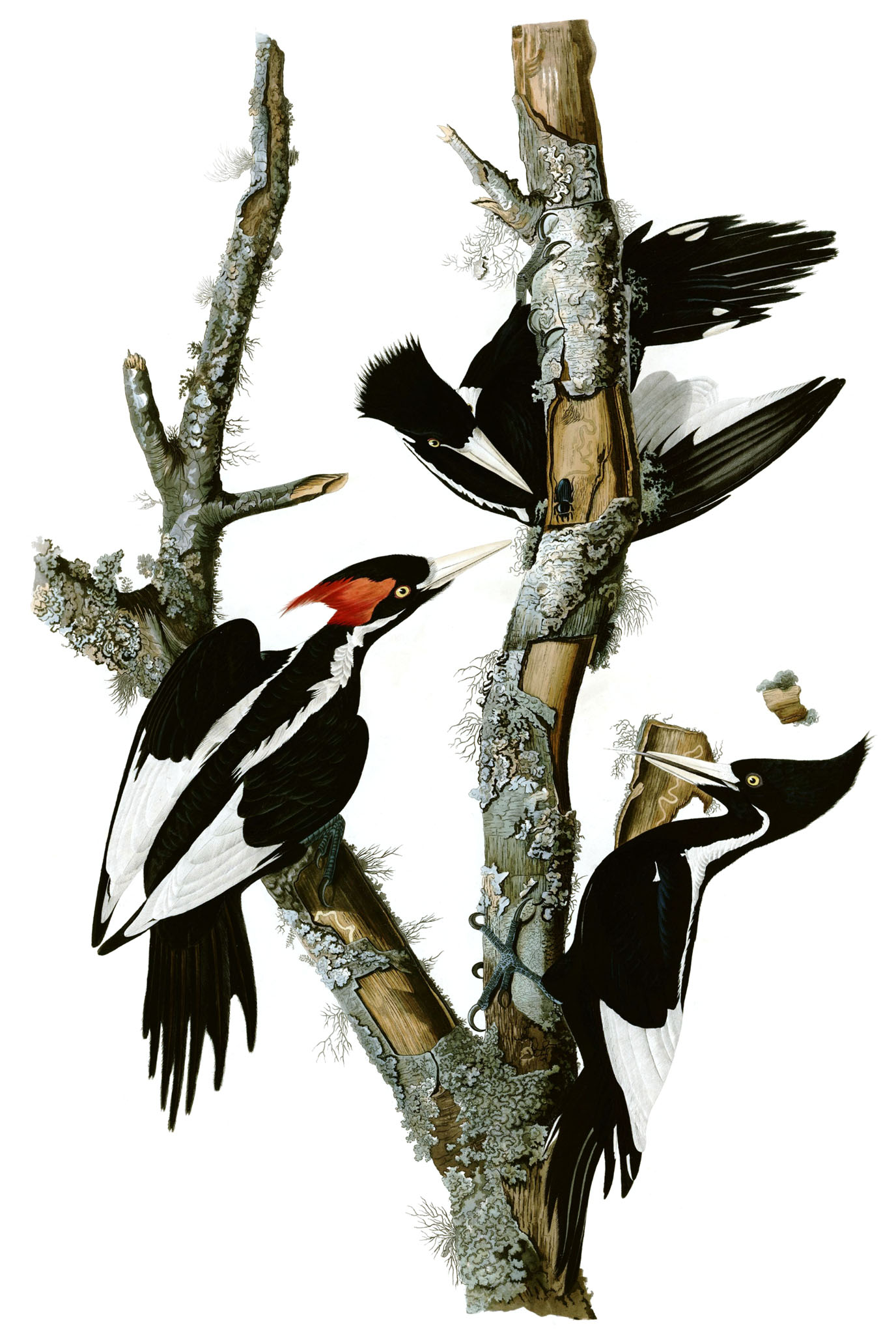
تصویر تعدادی از دارکوب ماهی خورک مرغان

دارکوب‌ماهی‌خورک‌مرغان (به لاتین: Picodynastornithes) یک کلاد است شامل راسته‌های سبزقباسانان (سبزقباها و ماهی‌خورک‌ها) و دارکوب‌سانان (دارکوب‌ها و توکان‌ها). این گروه‌بندی همچنین دارای پشتیبانی کنونی و تاریخی از مطالعات مولکولی و ریخت‌شناسی است.
نام علمی این کلاد از ترکیب واژه‌های لاتین picus (دارکوب)، dynastes (فرمانروا، اشاره به نام انگلیسی ماهی‌خورک‌ها) و ornithes به معنی مرغان ساخته شده است.‎